# Partit Socialista Unificat de Catalunya
El Partit Socialista Unificat de Catalunya (PSUC) va ser un partit català d'ideologia comunista. La història del PSUC es pot dividir en tres etapes. Per una banda, el partit que combat la sublevació franquista però vinculat a Moscou i la Internacional Comunista. En segon lloc, el partit de la resistència a la dictadura i que va encapçalar un ampli moviment pel canvi democràtic, destacant el seu paper en la constitució de l'Assemblea de Catalunya. En tercer lloc, un partit que comença el seu declivi i la pèrdua de protagonisme polític, a mesura que avança la reforma democràtica, on les discrepàncies ideològiques van reduint la seva influència.

## Història

### Fundació
El PSUC va ser fundat el 23 de juliol de 1936 a Barcelona com a resultat de la fusió de la Unió Socialista de Catalunya, del Partit Comunista de Catalunya, el Partit Català Proletari i la Federació Catalana del PSOE. La proposta de fusió de les forces socialistes i comunistes en un sol partit prengué força a partir de la reorientació de la política de la Internacional Comunista, que en el seu VII Congrés, celebrat a Moscou l'agost de 1935, cridà a la creació de partits obrers unificats. Després de converses i debats interns al si de la Federació catalana del PSOE, la Unió Socialista de Catalunya, el Partit Català Proletari i el Partit Comunista de Catalunya (que no havien participat a la fusió, el setembre de 1935, entre el Bloc Obrer i Camperol i Esquerra Comunista que creà el Partit Obrer d'Unificació Marxista (POUM). Aquests altres partits, constituïda una comissió d'enllaç, acordaren els principis del PSUC: partit nacional i de classe, d'ideologia marxista-leninista i adscrit a la Internacional Comunista, essent el primer cop que aquesta acceptà dos membres d'un mateix estat. Va ésser escollit com a secretari general Joan Comorera, i va establir la seva seu central a l'Hotel Colón, requisat pel sindicat UGT, a la cèntrica Plaça Catalunya de Barcelona.
Durant la Guerra Civil va formar part del Govern de la Generalitat, en aplicació de la seva consigna d'unitat de forces antifeixistes. El PSUC i la Generalitat es van enfrontar al POUM, i a grups anarquistes durant els fets de maig del 1937 a Barcelona, però també pel fet que el POUM era una de les formacions comunistes de més entitat a Europa que no feia seva la política estalinista. En l'exili francès els membres del PSUC col·laboraren en la resistència contra l'ocupació nazi, i alguns dels seus dirigents, com Josep Miret i Musté, moriren en camps de concentració.

### Clandestinitat
El 24 de juny de 1939, el secretariat de la Internacional Comunista o Tercera Internacional reconeix al PSUC com a secció oficial de l'organisme internacional, acceptant per primer cop dues seccions oficials per a un mateix estat: PCE i PSUC. Les relacions entre ambdues organitzacions a la llarga van provocar la caiguda el 1949 del secretari general, Joan Comorera, sota l'acusació de titista (partidari del dirigent comunista iugoslau Josip Broz, més conegut com a Tito), i la marxa d'alguns membres provinents de la Unió Socialista de Catalunya cap al més minoritari Moviment Socialista de Catalunya. A l'interior van dur a terme una destacada tasca clandestina que els provocà una forta repressió. El gener de 1940 fou detinguda la primera direcció del PSUC a la clandestinitat. Alejandro Matos fou assassinat a comissaria. Otilio Alba Polo i Tomás Pons moriren afusellats. El 1942 foren també afusellats Jaume Girabau, Isidoro Diéguez Dueñas i Jesús Larrañaga, arribats clandestins de Mèxic i detinguts a la frontera de Portugal. Més èxit varen tenir el 1943 Josep Serradell Román i Margarida Abril, alhora que Joaquim Puig i Pidemunt tornà a editar Treball i el 1944 Miquel Núñez González dirigí l'Agrupació Guerrillera de Catalunya. El 1945 s'acordà la Resolució de març, primera elaboració política del PSUC realitzada a l'interior on es proposava l'impuls de la lluita guerrillera i la unitat antifeixista, confiant en la victòria dels aliats.
Però sovintegen les caigudes i la repressió. El 1946 són afusellats Francesc Serrat Pujolar i Joan Arévalo Gallardo, i el 1947 es produeix l'anomenada caiguda dels vuitanta. El 1948 arriba a Catalunya Gregori López Raimundo, i el partit acorda la dissolució dels grups guerrillers. El 1949 són afusellats a Barcelona Joaquim Puig Puidemunt, Numen Mestre Ferrando, Angel Carrero Sancho i Pere Valverde. Alhora, Comorera és expulsat del PSUC i entra clandestinament a Catalunya el 1951, on és detingut per les autoritats franquistes el 1954 i condemnat a 30 anys de presó. Encara el més de juny de 1953 van morir en un enfrontament amb la Guàrdia Civil, prop de Besalú (La Garrotxa), els guerrillers i membres del partit Joan Panyella, Ramon Solsona i Àngel Moreno. Era una de les rutes que utilitzaven habitualment per comunicar l’exili amb la resistència clandestina.
La direcció del PSUC a l'exili queda formada per Josep Moix, Rafael Vidiella, Wenceslau Colomer i Colomer, Josep Romeu, Margarida Abril i Pere Ardiaca. La direcció a l'interior pren força. Gregori López Raimundo fou detingut arran de la vaga de tramvies del 1951. El 1956 se celebrà el I Congrés del PSUC a França, on es proposa un nou punt de partida polític i organitzatiu. Hi participen 50 delegats de l'exili i de l'interior (universitaris i obrers). S'aprova la política de reconciliació nacional. El Comitè executiu queda format per: Josep Moix (Secretari general), Margarida Abril, Pere Ardiaca, Josep Bonifaci, Emilià Fàbregas, Gregori López Raimundo, Miquel Núñez, Carles Rebellón, Josep Serradell "Román", Antoni Senserrich i Rafael Vidiella. L'intent de reorganització a l'interior va topar amb les dificultats per les detencions d'Emili Fàbregas el 1957 i Miquel Núñez González el 1958, qui serà condemnat a 25 anys de presó per un consell de guerra. Josep Serradell se n'encarregà des d'aleshores, i aconseguí escapolir-se durant les detencions dels membres del partit Carles Rebellón el 1960, Vicente Cazcarra el 1961, Antoni Gutiérrez Díaz i Pere Ardiaca el 1962. Josep Sendrós i Leonor Bornau, s'encarreguen de la coordinació de Treball i editen una nova revista, Horitzons. El 1964 s'impulsa el Moviment Democràtic de Dones. El 1965 se celebrà el II Congrés del PSUC a França, amb la participació de 90 delegats i delegades, que aproven una línia d'impuls al moviment estudiantil i obrer. Així col·laborà en la formació de Comissions Obreres.
La seva tasca fou fonamental, amb altres organitzacions, organitzant el moviment veïnal, les comissions obreres, el Sindicat Democràtic d'Estudiants, i d'altres experiències de masses. El 1969 participarà en la Coordinadora de Forces Polítiques de Catalunya i el 1971 a l'Assemblea de Catalunya, on el seu representant fou Antoni Gutierrez Díaz. El 1973 se celebra el III Congrés del PSUC amb la participació de 200 delegats. El 1975 participà en el Consell de Forces Polítiques de Catalunya, enviant com a representants Josep Solé i Barberà i Gregori López Raimundo. D'una escissió a la universitat en sorgirà el grup Unidad, a finals dels 60, que serà el futur Partit del Treball d'Espanya, d'orientació maoista. El 1974, per contra, tornar a ingressar gran part de l'Organització Comunista d'Espanya - Bandera Roja (Jordi Solé Tura, Alfons Carles Comín, Jordi Borja Sebastià), organització resultant d'una escissió del PSUC el 1968. El 1976 va participar en la convocatòria de l'onze de setembre celebrada a Sant Boi de Llobregat i a poc a poc retornaren els exiliats.

### Legalització i creixement
Poc després que el PCE, el PSUC és legalitzat l'abril de 1977. En pocs dies s'intensifiquen les afiliacions, l'obertura de locals, les festes i grans concentracions, on es veurà la gran força del partit. A les primeres eleccions al Parlament de Catalunya (1980) va ser la tercera força política, amb prop de 600.000 vots. En l'acció parlamentària destacaren els seus dirigents Gregori López Raimundo, Antoni Gutiérrez Díaz, Cipriano García Sánchez, Francesc Candel i Jordi Solé Tura. Les tensions que va generar la política de la transició, a més de diversos pronunciaments sobre política internacional, provocaran tensions internes que acabaran esclatant al cinquè congrés (1981), encara que ja van ser paleses a la III conferència política (1979), arribat el moment de la definició del partit i de la inclusió o no del terme leninisme als estatuts. El PSUC, com el PCE a la resta d'Espanya, va ser l’avantguarda de la resistència democràtica, incorporant en la seva lluita molts dels activistes del món sindical, especialment de CCOO i molts dels millors intel·lectuals d’aquells anys.

### Crisi del V congrés, ruptura i daltabaix
El V congrés del PSUC (del 2 al 6 gener 1981) arriba després d'un fort debat en les agrupacions locals i sectorials, on hi ha una forta crítica del terme eurocomunisme per part de les bases i d'un cert nombre de dirigents. El congrés suprimeix aquest terme, però divideix al partit de manera profunda en tres sectors, denominats "eurocomunista", "leninista" i "prosoviètic". El sector leninista assumirà la secretaria general, amb Francesc Frutos i Gras, i el prosoviètic la presidència, que correspondrà a Pere Ardiaca, fundador del partit el 1936. Aquests esdeveniments faran maniobrar a Santiago Carrillo, que pressiona Frutos per trencar amb els prosoviètics. El secretari general rep, d'una banda, pressions des de Madrid en relació amb la participació del PSUC en el futur congrés del PCE, o amb les relacions del PCE a Catalunya, que poden quedar afectades. D'altra banda, tant el sector eurocomunista com el prosoviètic treballen de manera quotidiana de forma fraccional, per preparar un més que segur congrés extraordinari de normalització. La IV Conferència Nacional (2 de juliol de 1981), i el descobriment d'un suposat treball fraccional dels prosoviètics, amb la forta pressió de Carrillo, fa que el sector leninista reculi i pacti amb els eurocomunistes. Tot això porta a sancionar amb expulsions i sancions una tercera part del comitè central, la corresponent al sector "prosoviètic". El 1982, els expulsats i els sancionats, després d'un feina intensa d'afiliacions, convocaran el seu congrés fundacional. El nou partit s'emportarà una part important de l'afiliació i aconseguirà sumar gent que havia marxat. Malgrat tot, ni el PSUC ni el nou Partit dels Comunistes de Catalunya assoliran fites electorals d'importància. Després del VI congrés, Antoni Gutiérrez Díaz tornarà a la secretaria general.

### Reagrupaments a l'esquerra. Creació d'Iniciativa per Catalunya i congrés d'unitat comunista
Les fortes mobilitzacions contra l'ingrés d'Espanya a l'OTAN propicien un procés de convergència política amb la creació de la federació Iniciativa per Catalunya (IC), idea llançada pel PSUC amb el PCC i Entesa dels Nacionalistes d'Esquerra. A primers de 1989, el PSUC endega un congrés d'unitat comunista incorporant les restes de Bandera Roja, del Partit del Treball-Unitat Comunista i un nombre important de quadres del PCC. La XI conferència nacional del PSUC acorda cedir certes competències polítiques a IC, que ja no compta amb el PCC. Però, de fet, el partit perd la seva vida orgànica i resta congelat. Aquesta situació es perllonga fins al IX Congrés del PSUC (1997), convocat nou anys després de l'anterior, que data de 1988.

### El IX Congrés. Congelació i nova ruptura
A mitjans del 90, una part de dirigents del partit impulsen un corrent reclamant la revitalització del partit, encara que en el si d'IC, però mantenint la vida orgànica l'activitat. Consideren no acomplerts els acords de la conferència nacional de 1990 i demanen un congrés on es clarifiqui la situació. Es convoca el congrés per març de 1997, sense documents i sense període de debat. S'aconsegueix que la direcció de Rafael Ribó esmeni aquestes pretensions inicials. Amb una estructura territorial i sectorial congelada, el PSUC escull només 300 delegats pel IX congrés, el darrer fins avui. La direcció desequilibra les xifres nomenant com delegats nats els 150 membres de la direcció sortint. Això crea unes xifres al plenari que per un costat, impedeixen a la majoria (un 56%) obtenir els vots necessaris per dissoldre'l, però tampoc el suport per aprovar una revitalització (al voltant d'un 40%) també és insuficient. El congrés aprova un comitè central monolític, format exclusivament per la llista més votada, dona la potestat exclusiva d'afiliació a la direcció central i no a les agrupacions, i elimina la figura del secretari general. El sector del partit descontent amb aquesta tendència, anomenat Manifest pel PSUC, va formar l'any 1998 el PSUC-viu, actualment integrat a Esquerra Unida de Catalunya. Entre els dirigents que conformaven inicialment el nou partit, s'hi trobaven antics quadres provinents del PCC, dirigents com Ramon Luque, Antoni Lucchetti i Farré o Alfred Clemente, i l'històric líder comunista català Gregorio López Raimundo.

### Congrés extraordinari 2018
El 17 de març de 2018 se celebra un congrés extraordinari a Barcelona per tal d'actualitzar els Estatuts. El congrés referma l'exercici de la militància a ICV i al nou subjecte polític, i obre la possibilitat d'afiliació a qualsevol afiliat o afiliada d'ICV. S'aposta per l'autoorganització territorial i sectorial amb el vistiplau del Comitè Central. Es renova el Comitè Central, les comissions centrals de control i finances i la de garanties, i es tria una nova secretaria general col·legiada. Tot i així, el PSUC és actualment una figura jurídica sense cap activitat política.

## Resultats electorals

### Eleccions al Parlament
| Any  | Candidat         | Vots    | %      | Escons   | +/- | Pos | Govern               | Notes                                             |
| ---- | ---------------- | ------- | ------ | -------- | --- | --- | -------------------- | ------------------------------------------------- |
| 1980 | Josep Benet      | 507.753 | 18,68% | 25 / 135 | Nou | 3r  | Oposició             |                                                   |
| 1984 | Antoni Gutiérrez | 160.581 | 5,58%  | 6 / 135  | 19  | 4t  | Oposició             |                                                   |
| 1988 | Rafael Ribó      | 209.211 | 7.76%  | 9 / 135  | 3   | 3r  | Oposició             | Com a Iniciativa per Catalunya                    |
| 1992 | Rafael Ribó      | 171.794 | 6,5    | 7 / 135  | 2   | 4t  | Oposició             |                                                   |
| 1995 | Rafael Ribó      | 313.092 | 9,7    | 7 / 135  | 4   | 5è  | Oposició             |                                                   |
| 1999 | Rafael Ribó      | 78.441  | 2,5    | 7 / 135  | 6   | 5è  | Oposició             | 3 diputats més 2 obtinguts en coalició amb el PSC |
| 2003 | Joan Saura       | 241.163 | 7,2    | 8 / 135  | 3   | 5è  | Coalició (Tripartit) | Com a ICV-EUiA, de 9 totals.                      |
| 2006 | Joan Saura       | 282.693 | 9,5    | 10 / 135 | 2   | 5è  | Coalició (Tripartit) | Com a ICV-EUiA, de 12 totals.                     |
| 2010 | Joan Herrera     | 229.985 | 7,4    | 8 / 135  | 2   | 4t  | Oposició             | Com a ICV-EUiA, de 10 totals.                     |
| 2012 | Joan Herrera     | 358.857 | 9,9    | 10 / 135 | 2   | 5è  | Oposició             | Com a ICV-EUiA, de 13 totals.                     |

### Eleccions a Corts Generals
| Corts Generals |           |           |           |           |           |                                |           |           |                                |
| Any            | Catalunya | Catalunya | Catalunya | Catalunya | Catalunya | Catalunya                      | Catalunya | Catalunya | Catalunya                      |
| Any            | Congrés   | Congrés   | Congrés   | Congrés   | Congrés   | Congrés                        | Senat     | Senat     | Senat                          |
| Any            | Vots      | %         | #         | Escons    | +/–       | Notes                          | Escons    | +/–       | Notes                          |
| 1977           | 558.132   | 18,35     | 4t        | 8 / 47    | Nou       |                                | 4 / 16    | Nou       | Dins l'Entesa dels Catalans    |
| 1979           | 512.792   | 17,45     | 3r        | 8 / 47    |           |                                | 1 / 16    | 3         | Dins Per L'Entesa.             |
| 1982           | 158.553   | 4,63      | 4t        | 1 / 47    | 7         |                                | 0 / 16    | 1         |                                |
| 1986           | 123.912   | 3,93      | 5è        | 1 / 47    |           |                                | 0 / 16    |           |                                |
| 1989           | 231.452   | 7,37      | 4t        | 3 / 47    | 2         | Com a Iniciativa per Catalunya | 0 / 16    |           | Com a Iniciativa per Catalunya |
| 1993           | 273.444   | 7,51      | 4t        | 3 / 47    |           |                                | 0 / 16    |           |                                |
| 1996           | 296.985   | 7,69      | 4t        | 2 / 47    | 1         |                                | 0 / 16    |           |                                |
| 2000           | 119.290   | 3,59      | 5è        | 1 / 47    | 1         |                                | 1 / 16    | 1         | Dins de l'ECP                  |
| 2004           | 234,790   | 5.84%     | 5è        | 2 / 47    | 1         | Com a ICV-EUiA                 | 1 / 16    |           | Com ICV-EUiA dins de l'ECP     |
| 2008           | 183,338   | 4.92%     | 5è        | 1 / 47    | 1         | Com a ICV-EUiA                 | 1 / 16    |           | Com ICV-EUiA dins de l'ECP     |
| 2011           | 280,152   | 8.09%     | 4t        | 3 / 47    | 2         | Com a ICV-EUiA                 | 1 / 16    |           | Com ICV-EUiA dins de l'EPC     |

### Eleccions Municipals
| Any  | Vots    | %     | Escons      | +/- | Notes                          |
| ---- | ------- | ----- | ----------- | --- | ------------------------------ |
| 1979 | 540.449 | 20,32 | 548 / 8.230 | Nou |                                |
| 1983 | 402.038 | 13,75 | 369 / 8.193 | 179 |                                |
| 1987 | 314.544 | 10.45 | 298 / 8.186 | 71  | Com a Iniciativa per Catalunya |
| 1991 | 264.367 | 9,75  | 276 / 8.328 | 22  |                                |
| 1995 | 384.813 | 12,06 | 373 / 8.328 | 97  |                                |
| 1999 | 230.015 | 8,05  | 291 / 8.500 | 82  |                                |
| 2003 | 335.861 | 10,53 | 397 / 8.690 | 106 | Com ICV-EUiA                   |
| 2007 | 257.947 | 9,28  | 451 / 8.690 | 54  | Com ICV-EUiA                   |
| 2011 | 242.021 | 8,80  | 400 / 8.690 | 51  | Com ICV-EUiA                   |

## Secretaris generals del PSUC[3]
- 1936 - 1949 Joan Comorera
- 1949 - 1965 Josep Moix
- 1965 - 1977 Gregori López Raimundo
- 1977 - 1981 Antoni Gutiérrez Díaz
- 1981 - 1982 Francesc Frutos i Gras
- 1982 - 1986 Antoni Gutiérrez Díaz
- 1986 - 1997 Rafael Ribó
- 1997 - 2018 Direcció col·legiada: Joaquim Mestre, Simón Rosado, Joan Saura i Eulàlia Vintró
- 2018 - actualitat. Direcció col·legiada: Andreu Mayayo i Artal, Rosa Sans Amenós, Jordi Guillot i Miravet, Joan Saura i Eulàlia Vintró